# Colonnato del Louvre

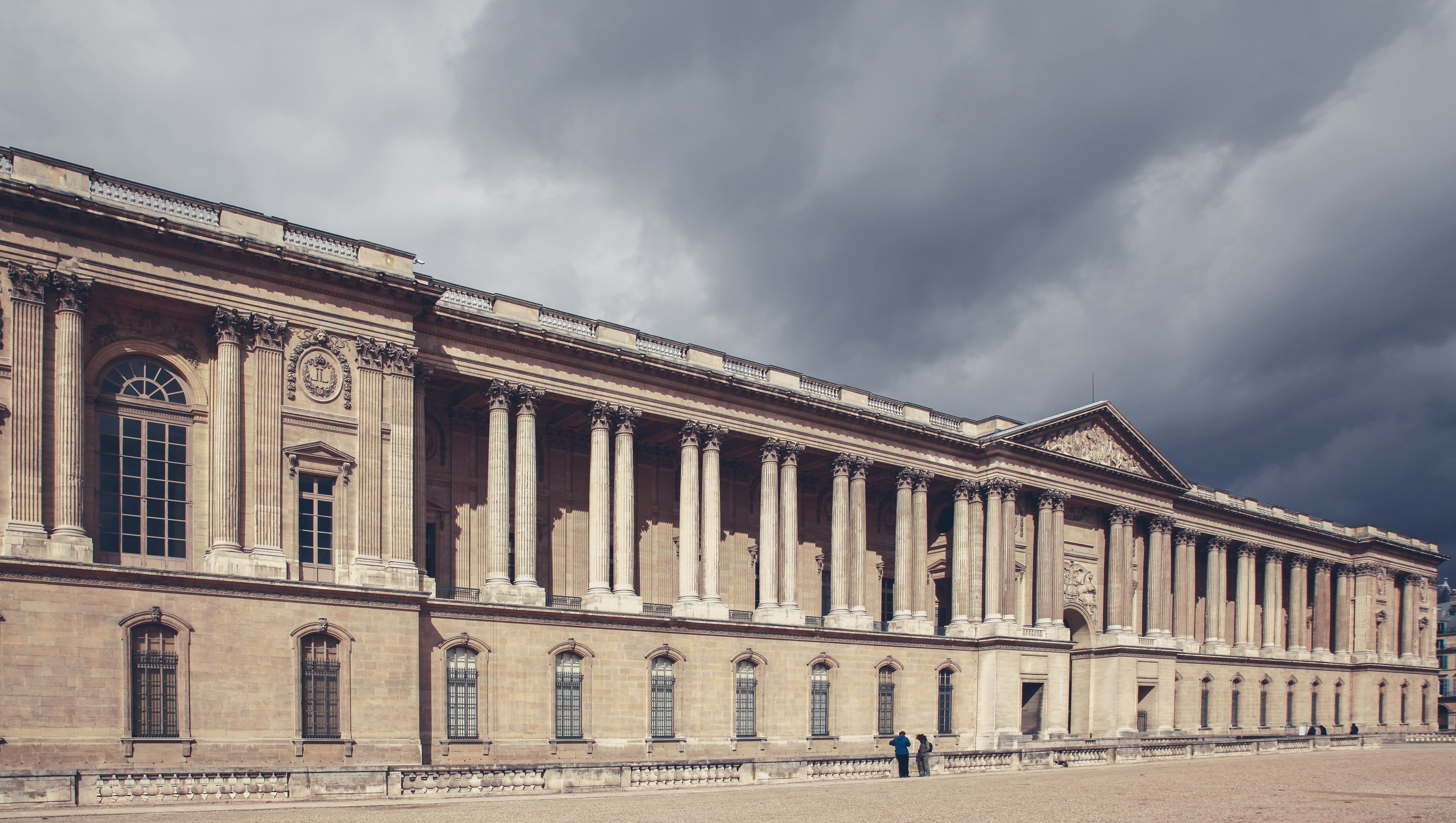
Il colonnato del Louvre

Il colonnato del Louvre (in francese: Colonnade du Louvre), detto anche facciata est, è una facciata del Palazzo del Louvre a Parigi, in Francia. 
È stato celebrato come un capolavoro del classicismo francese in architettura tra il 1667 ed il 1674. Il disegno, dominato da due logge con un colonnato trabeato di doppie colonne colossali, venne creato da una commissione di tre artisti dell'epoca, Louis Le Vau, Charles Le Brun e Claude Perrault. Il fratello di Louis Le Vau, François Le Vau, diede anch'egli il proprio contributo all'opera. L'opera interpreta il linguaggio dell'antico architetto romano Vitruvio secondo i dettami del classicismo francese del Seicento.

## Descrizione
Per quanto sia stato costruito in pieno Seicento, il colonnato del Louvre ha ben poco dell'aspetto imperante dell'architettura barocca dell'epoca. L'uso di un padiglione centrale e due laterali è tipico francese, con l'entrata principale posta in avancorpo con una sorta di arco trionfale sul fronte. La base della facciata, semplice e lineare, è sovrastata da colonne corinzie appaiate, modellate secondo gli schemi stesi da Vitruvio, creando un gioco di luci e ombre sulla facciata stessa. Questo schema di colonne accoppiate lo si ritrova anche nella casa di Raffaello del Bramante (1512), quindi già molto tempo prima del classicismo francese. L'effetto del colonnato è quello di creare un collegamento ideale con un antico tempio romano. All'altezza del tetto, piatto e non rialzato secondo la tradizione francese, si trova una balaustra lungo tutto il perimetro.

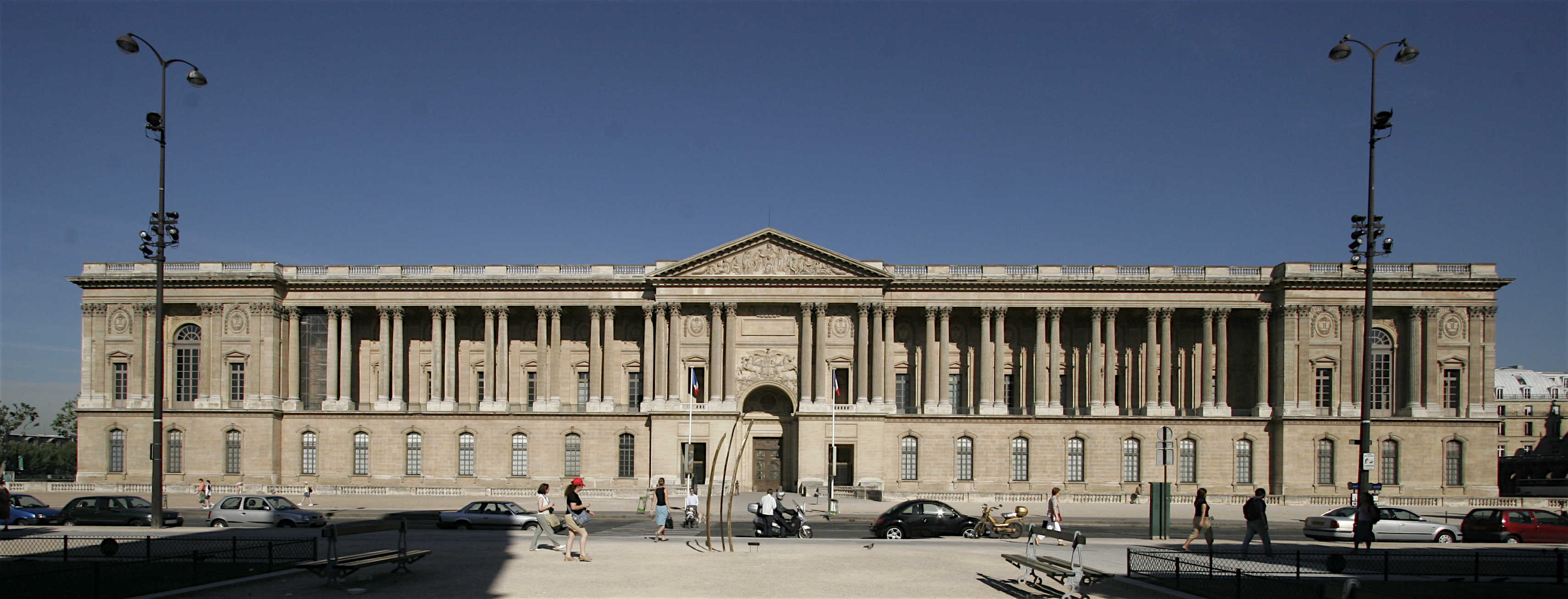
I 183 metri[4] della facciata est nel 2005

## Storia del progetto
Louis Le Vau, il primo architetto del re dall'epoca della morte del cardinale Mazzarino nel 1661, completò l'ala su del Louvre, la Cour Carrée nel 1663. Questi aveva già iniziato il disegno dell'ala est attorno al 1659 e nel 1663 era iniziata la costruzione delle fondamenta.
Il 1º gennaio 1664, Jean-Baptiste Colbert ottenne l'incarico di Surintendant des Bâtiments du Roi dopo la morte di Antoine de Ratabon e bloccò immediatamente i lavori all'ala est. Questi invitò altri architetti francese a presentare dei disegni per l'ala del palazzo, dando inizio ad una vera e propria competizione. Estese successivamente l'invito anche a quattro architetti romani, tra cui Pietro da Cortona e Gian Lorenzo Bernini, e mostrò loro i disegni di Le Vau. Tra i progetti più apprezzati uno (oggi perduto) venne presentato da Claude Perrault, un medico e scienziato, e uno da François Le Vau, fratello minore di Louis Le Vau ed anch'egli noto architetto.
Ad ogni modo, Colbert prescelse il Bernini e lo invitò con due progetti preliminari a portarsi a Parigi per completare l'opera. Bernini giunse in Francia nel giugno del 1665 e vi rimase sino all'ottobre di quello stesso anno. Durante la sua permanenza realizzò il Busto di Luigi XIV che si trova oggi nel Salone di Diana della Reggia di Versailles. Il disegno del Bernini per il Louvre era, oltre che ambizioso, chiaramente in stile italiano, e prevedeva di rivedere l'intera struttura del palazzo anziché una singola ala.

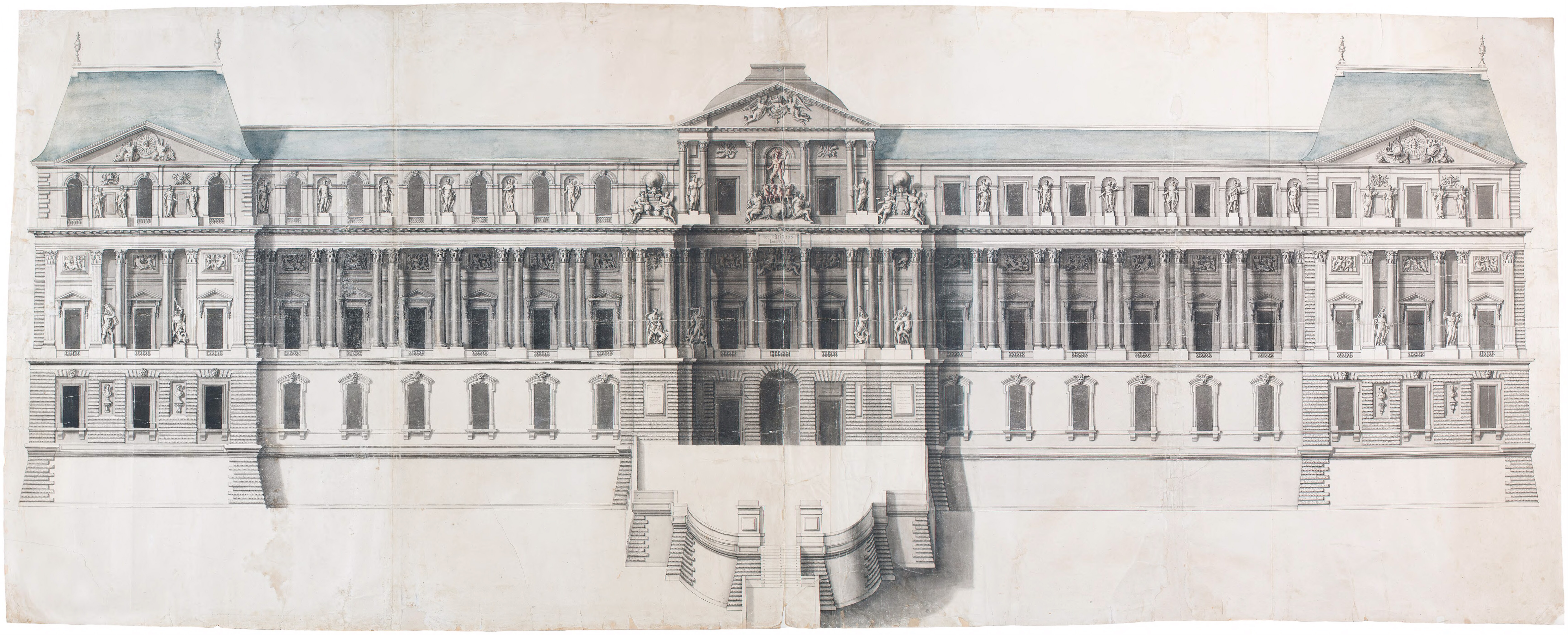
Disegno di François Le Vau, forse la proposta per il progetto del 1664
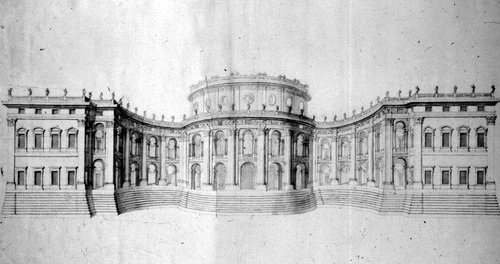
Primo progetto del Bernini (1664), disegno oggi conservato al Museo del Louvre
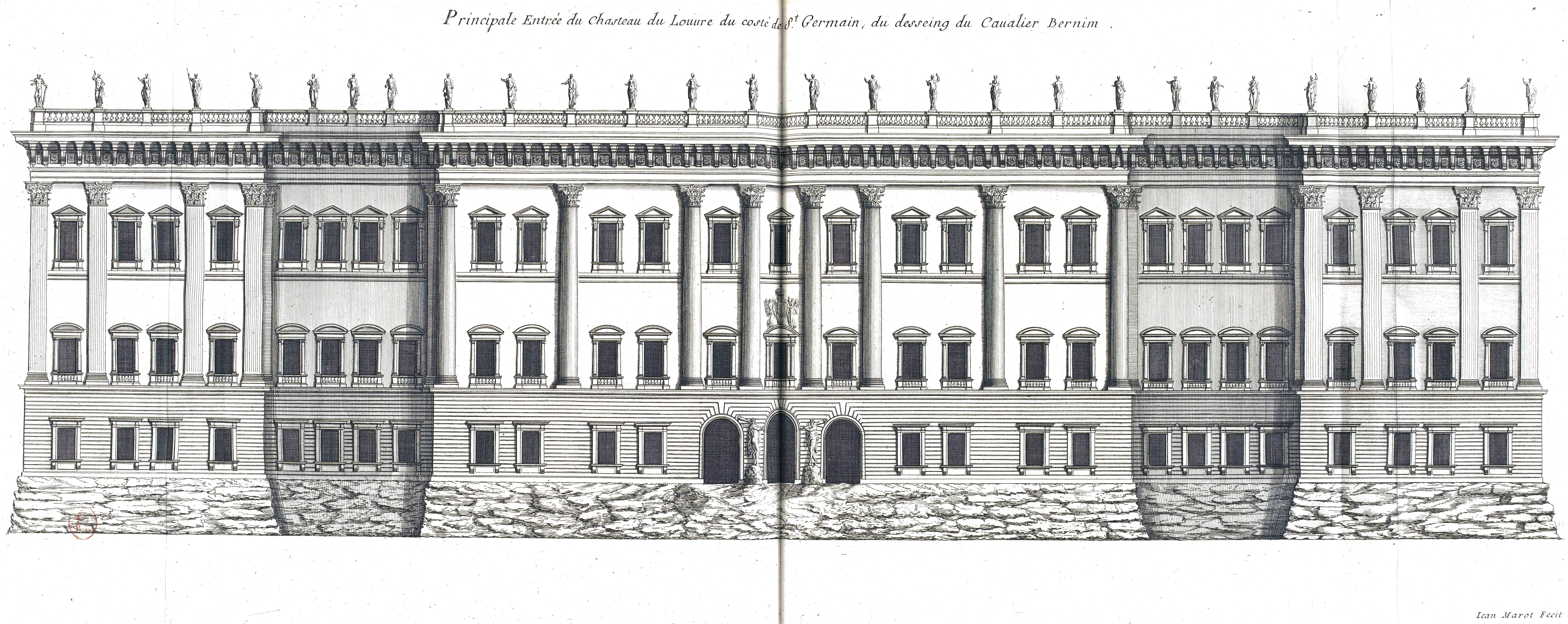
Il terzo progetto del Bernini (1665), inciso da Jean Marot

Il progetto del Bernini, ad ogni modo, non incontrò il favore degli architetti francesi della commissione che alla fine lo rigettarono. Nell'aprile del 1667, Colbert, con l'approvazione del re, nominò Louis Le Vau, Charles Le Brun e Claude Perrault quali committenti del nuovo progetto. Charles Perrault, il fratello minore di Claude Perrault e principale assistente di Colbert, funse da segretario per la commissione e probabilmente scrisse il Registre ou Journal des déliberations..., che riporta le attività della commissione dall'aprile al maggio del 1667. Il Registre si apre con la descrizione dell'insoddisfazione di Colbert relativa ai progetti presentati e la sua decisione di creare una commissione "per ulteriori consultazioni." Le Vau, Le Brun e Perrault lavorarono insieme su tutti i progetti presentati per il palazzo del Louvre, di modo che il progetto finale risultasse col contributo dei tre e nessuno dei tre potesse prevalere sugli altri.
Dopo diversi incontri, il Petit Conseil presentò due progetti e, secondo il Registre, "uno era adorno di un ordine di colonne a formare un peristilio o una galleria sopra il primo piano [il piano terra], mentre l'altro era più semplice ed unitario, senza alcun ordine di colonne". Il 14 maggio, al castello di Saint-Germain-en-Laye, a Luigi XIV vennero mostrati i due disegni ed egli scelse quello col colonnato.
Nel luglio del 1667 Colbert informò infine il Bernini che il suo progetto era stato abbandonato. La nuova facciata iniziò quella stessa estate ed appariva già in gran parte completata nel 1674, quando le pietre del basamento erano già state tutte posizionate.
La scelta dell'uso del colonnato fu in gran parte dovuta all'intuizione di Le Vau, basandosi probabilmente sul disegno di suo fratello François del 1664. Il cambiamento dall'ordine composito all'ordine corinzio nello stile delle colonne fu probabilmente influenzato da Roland Fréart de Chambray, convocato a Parigi come membro del Petit Conseil nel 1668. Perrault divenne probabilmente responsabile del progetto dal 1668 e fu quindi l'autore del disegno definitivo.
In epoca successiva venne posto sul frontone la scultura 'Minerva circondata dalle Muse della Vittoria che coronano il busto di Napoleone' di François-Frédéric Lemot (1808-1810). Napoleone venne poi rimpiazzato dalla figura di Luigi XIV con la Restaurazione.

Incisione della facciata orientale tratta dal libro Architecture françoise di Blondel, 1756

## Influenza
Per secoli, il colonnato del Louvre è stato modello per molti altri edifici in Europa ed in America:
- A Parigi, le costruzioni di Ange-Jacques Gabriel di Place de la Concorde (1755–1775) e la facciata principale dell'Opera Garnier (1860–1875)[22]
- La parte centrale del fronte est e del fronte ovest dell'United States Capitol (1792–1811) di Washington[23]
- La biblioteca Raczyński (1822–1828) di Poznań
- Il Metropolitan Museum (1874) a New York
- La Pennsylvania Station (1910) a New York City
- La War Memorial Opera House (1932), San Francisco, California, USA